# Molitva
Molitva (in serbo Молитва?) è un singolo della cantante serba Marija Šerifović, pubblicato il 27 luglio 2007.
Dopo aver trionfato a Beovizija 2007, il brano ha rappresentato la Serbia all'Eurovision Song Contest 2007, vincendo la cinquantaduesima edizione del festival con 268 punti.
La vittoria del brano è stata celebrata dalla giornalista australiana Germaine Greer, anche se sollevò diverse proteste legate principalmente all'orientamento sessuale della cantante, lesbica dichiarata. Durante l'Eurovision: Europe Shine a Light nel 2020 il brano è stato eseguito dal vivo nelle strade deserte di Belgrado.

## Tracce

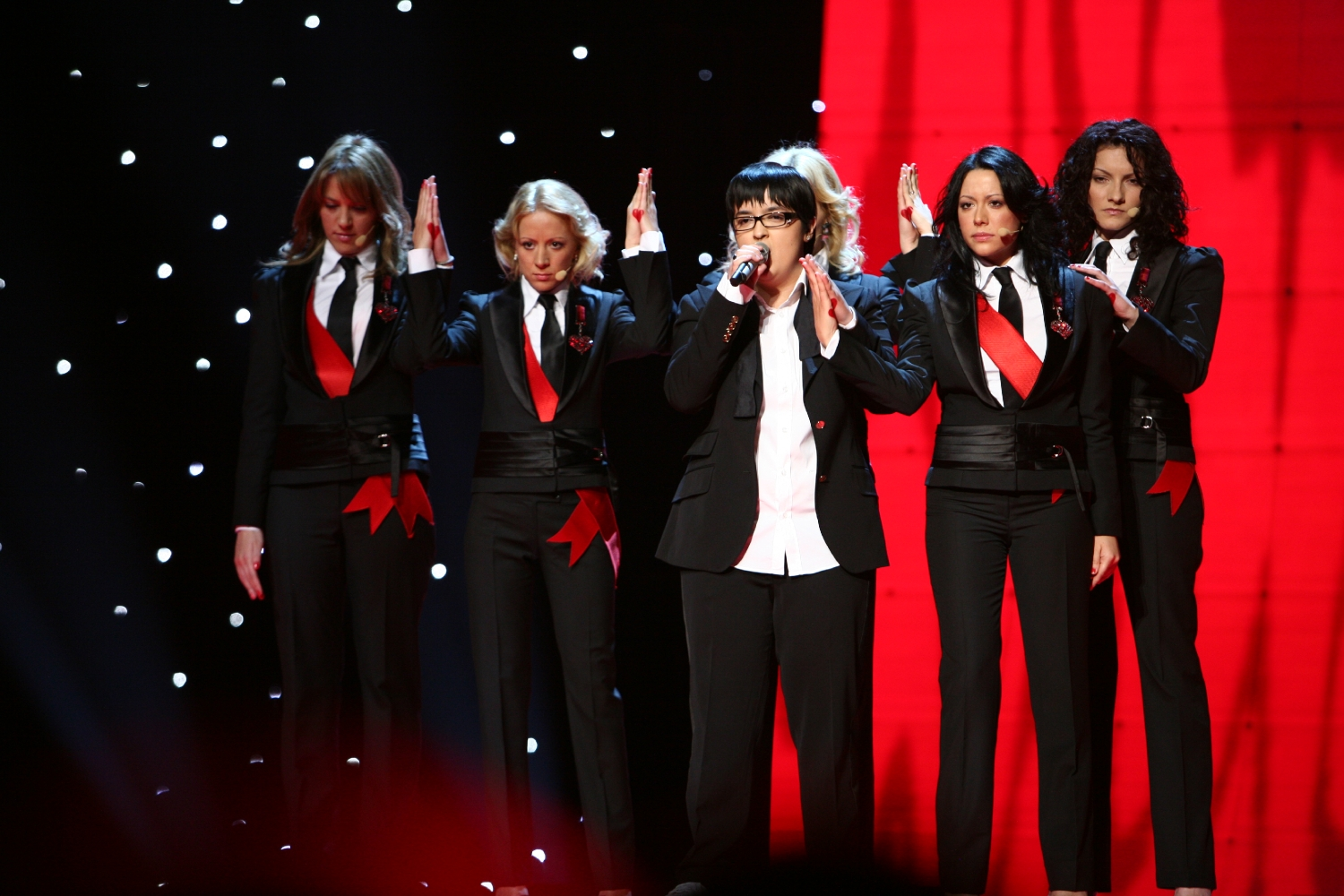
Marija Šerifović mentre si esibisce sulle note di Molitva all'Eurovision Song Contest, 11 maggio 2007

Musiche di Vladimir Graić.
1. Molitva (versione in serbo) – 3:03 (testo: Saša Milošević Mare)
2. Destiny (versione in inglese) – 3:04 (testo: Jovan Radomir)
3. Molitva (versione in russo) – 3:01 (testo: Andy Mikheev)
4. Molitva (Magnetic Club Reload Mix - versione in serbo) – 4:26
5. Destiny (Magnetic Club Reload Mix - versione in inglese) – 4:23
6. Molitva (Magnetic Club Reload Mix - versione in russo) – 4:25
7. Molitva (Snakebyte's Alternative Radio Edit by Anders Nyman & Jovan Radomir - versione in serbo) – 3:38
8. Rukoilen (versione in finlandese) – 3:06 (testo: Jukka Väisänen)
9. Molitva (versione strumentale) – 3:02

## Classifiche
| Classifica (2007) | Posizione massima |
| ----------------- | ----------------- |
| Belgio (Fiandre)  | 54                |
| Svezia            | 9                 |
| Svizzera          | 19                |